# Le Ségur
Le Ségur település Franciaországban, Tarn megyében. Lakosainak száma 261 fő (2022. január 1.). Le Ségur Laparrouquial, Monestiés, Montirat, Saint-Christophe, Saint-Marcel-Campes és Salles községekkel határos.

## Népesség
A település népességének változása:
| Lakosok száma | 232  | 247  | 261  | 258  | 259  | 262  | 261  | 261  | 261  |
|               | 2013 | 2015 | 2016 | 2017 | 2018 | 2019 | 2020 | 2021 | 2022 |